# Váczy György (jogász)
Váczy György, Váczy Béla György (Szolnok, 1893. december 11. – London, 1964) magyar ügyész, ügyvéd, országgyűlési képviselő.

## Élete
Római katolikus családban született, Váczy József és Jedlicska Ida fiaként. Apja a város egyik törvényszéki orvosa volt. Középiskoláit szülőhelyén végezte, majd a budapesti Pázmány Péter Tudományegyetemen folytatott jogi tanulmányokat, ott szerezte meg ügyvédi oklevelét is.
Közben végigharcolta az első világháborút a 30. honvédgyalogezred kötelékében: 1914-ben mint önkéntes tizedes került a szerb harctérre, ahol olyan súlyosan sebesült meg, hogy több mint nyolc hónapig feküdt kórházban. 1915 júniusában azonban már az orosz fronton volt, ahol szintén több ütközetben vett részt és egy szuronyrohamban másodjára is megsebesült. Vitéz és bátor magatartásáért több kitüntetést kapott: tulajdonosa a nagyezüst, a kisezüst és a bronz vitézségi éremnek. 1918-ban mint főhadnagy szerelt le.
Rövid időn belül bekapcsolódott az ellenforradalmi mozgalmak szervezésébe; nagy része volt a szolnoki fegyveres ellenállásnak, melynek letörése után egy ideig román fogságban is volt. 1919 májusában sikerült Szegedre szöknie, ahol részt vett a nemzeti hadsereg szervezésében, később pedig a nemzeti hadsereg dunántúli szervezése idején a Kirchner-féle tiszti századból alakult kaposvári vadászzászlóalj első segédtisztjeként teljesített szolgálatot.
A tanácsköztársaság leverését követően egy ideig közigazgatási pályán tevékenykedett: mint vármegyei jegyző, Szolnok vármegyénél teljesített szolgálatot. Az egységes bírói és ügyvédi vizsga letétele után 1921-ben Szolnokon ügyvédi irodát nyitott és attól fogva leginkább az ügyvédi hivatásnak élt, illetve martfűi családi birtokán gazdálkodott.
Vármegyéje és szülővárosa közéletében ugyancsak az 1920-as évek elejétől tevékeny részt vett. 1922-ben választották be először a megye törvényhatósági bizottságába, ugyanattól az évtől tagja Szolnok és Tiszaföldvár városok képviselő-testületének is. Az 1939. évi általános választáson országgyűlési képviselői mandátumot is szerzett, a szolnoki egyéni választókerületben, a Magyar Élet Pártja jelöltjeként.
Több ízben is lelkesen vett részt különféle szociális és jóléti mozgalmakban: kezdeményezésére indult meg például a rászoruló szolnoki iskolások szervezett ebédeltetése, mely akció egyes években akár ötszáz gyereket is ellátott ebéddel a téli hónapokban. Egy másik hasonló kezdeményezése keretében éveken át több mint 50 000 kenyeret osztott ki a szegények között, saját anyagi erejéből.
Részese volt jó néhány szolnoki jobboldali társadalmi szervezet kiépítésének is. A Magyar Országos Véderő Egyesület (MOVE) társelnöke, az Országos Frontharcos Szövetség szolnoki főcsoportjának elnöke, a Baross Szövetség alelnöke, a Társadalmi Egyesülések Szövetségének vármegyei elnöke volt, továbbá több más, sport- és gazdasági egyesületben is viselt vezető tisztségeket. Tiszteletbeli főügyésze volt Szolnok vármegyének és főügyésze a vármegyei Vitézi Széknek.
1927. július 16-án Szolnokon feleségül vette Kormos Anna Máriát.